# Classe Bithia
La classe Bithia è composta da tre navi traghetto fast cruise ferry, in servizio per Tirrenia CIN e per Moby Lines, che operano prevalentemente sulle tratte da e per la Sardegna. I nomi delle tre unità sono Moby Ale Due, Janas e Athara, tutte costruite dalla Fincantieri tra il 2001 e il 2003.

## Caratteristiche

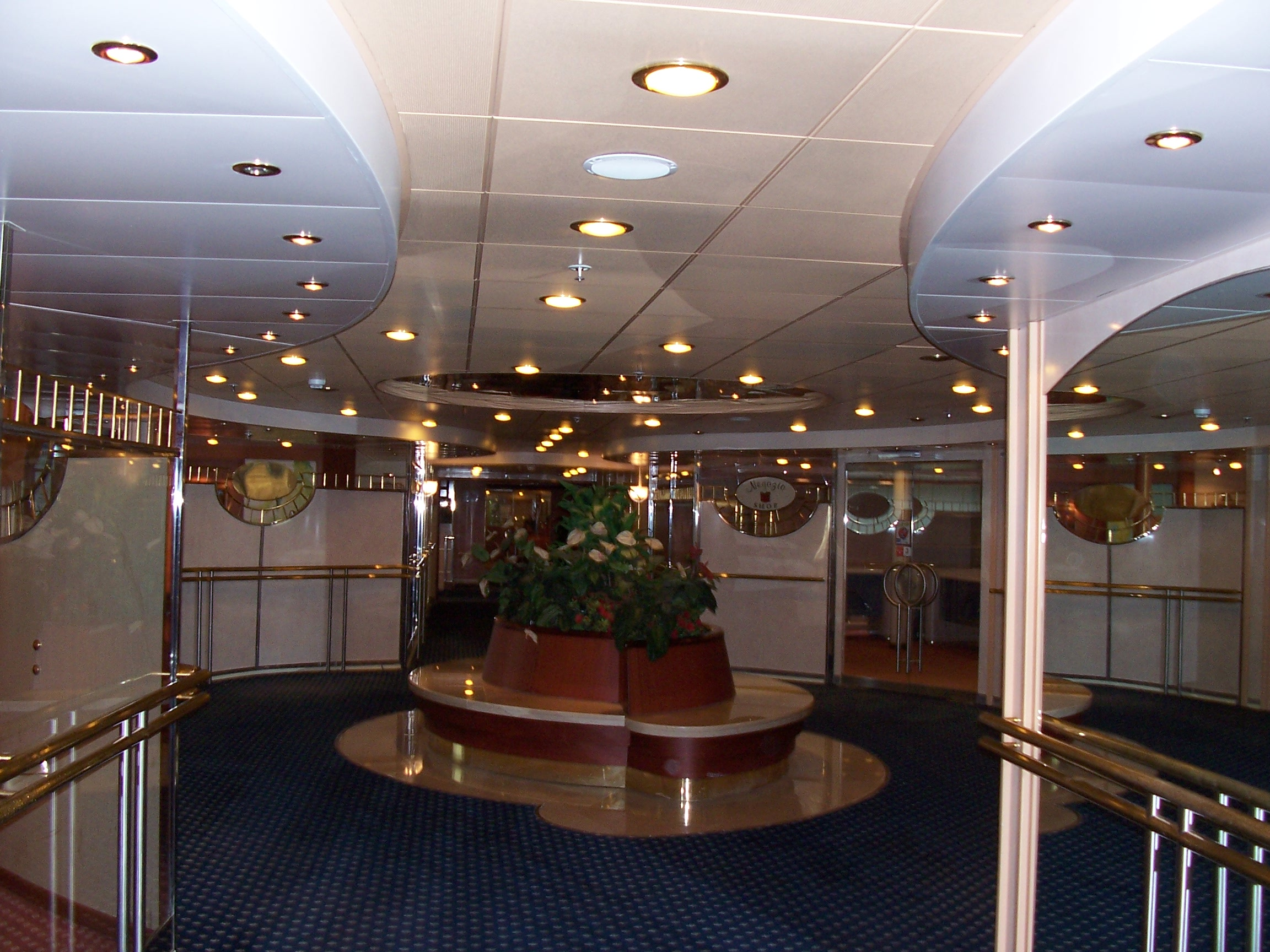
Vestibolo centronave della Janas

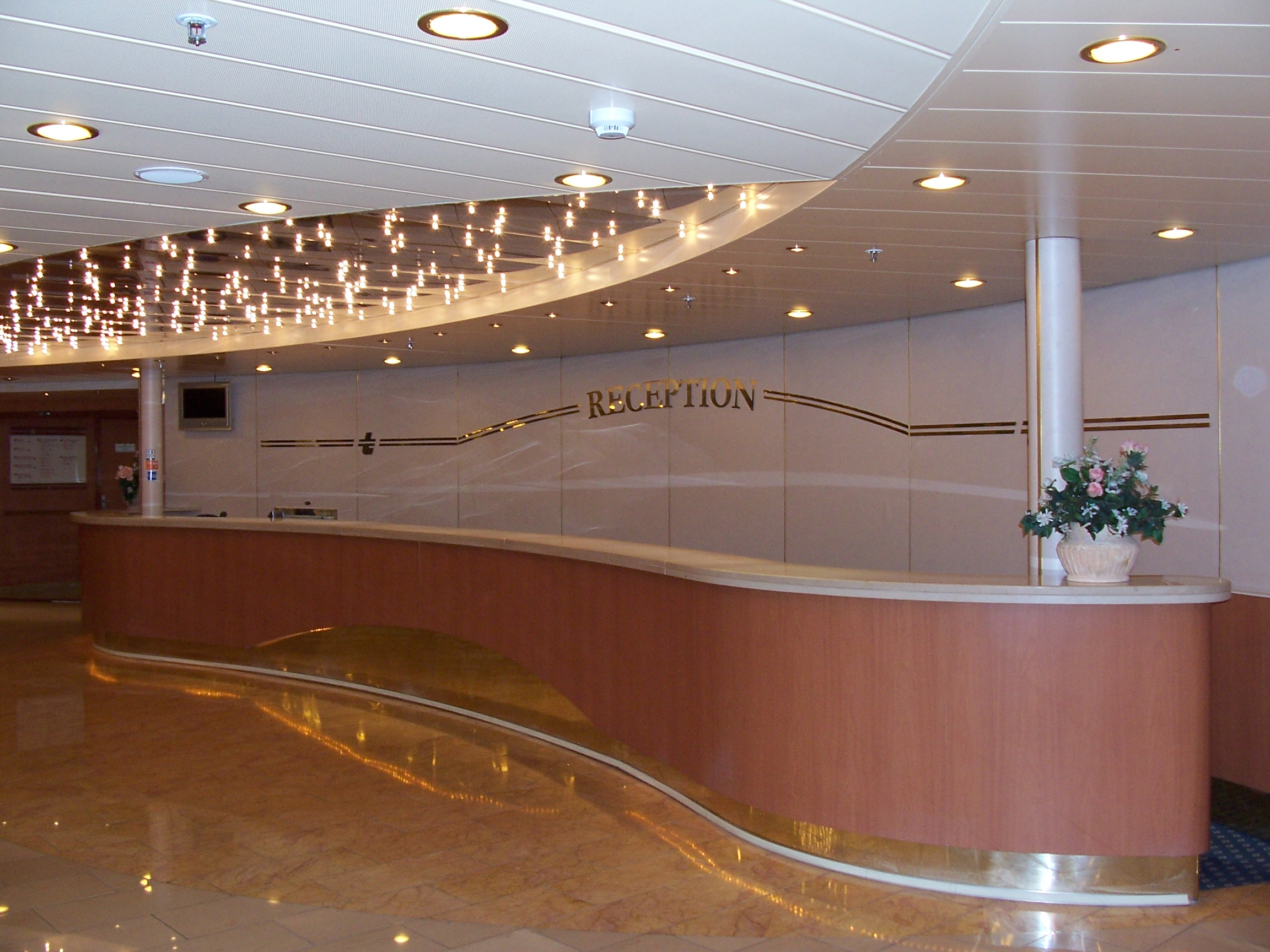
Reception della Janas

I traghetti, con una lunghezza di 214 metri e una larghezza di circa 26, raggiungono la stazza lorda di 36.500 tonnellate di stazza, entrando a far parte delle più grandi navi-traghetto d'Italia. Tuttavia, queste dimensioni hanno creato non pochi problemi in alcuni porti della Sardegna come Arbatax e Porto Torres, che hanno necessitato di lavori di adeguamento per ospitare questa serie di navi.
Le imbarcazioni possono ospitare a bordo 2.700 passeggeri e circa 900 autovetture e hanno una capacità merci di 915 metri lineari, che corrispondono a circa 70 semirimorchi. Le unità della classe Bithia possono essere classificate come cruise ferries: questa tipologia di navi, introdotta in Italia da Grandi Navi Veloci nei primi anni novanta, prevede degli elevati comfort di bordo per i passeggeri, garantendo numerosi servizi tipici delle navi da crociera. Infatti, i traghetti di classe Bithia sono dotati di negozi, bar, cinema e ristoranti, mentre l'arredo degli interni risulta essere abbastanza lussuoso. Le navi sono strutturate su otto ponti, ovvero:
- Ponte 8 Ponte Comando: Infermeria, canile, solarium
- Ponte 7 Ponte Arcobaleno: area bambini, 648 poltrone di seconda classe e 68 cabine[4]
- Ponte 6 Ponte Imbarcazioni: Reception, bar centrale, bar sala delle feste, cinema, ristorante, self service, negozio[5]
- Ponte 5 Ponte Aurora: 257 cabine[5]
- Ponte 4 Garage superiore: 373 vetture
- Ponte 3 Car-Deck: 80 vetture
- Ponte 3 Garage principale: 335 vetture o 69 semirimorchi
- Ponte 2 Garage inferiore 2: 60 vetture
- Ponte 1 Garage inferiore 1: 52 vetture

L'accesso alle cabine è possibile grazie a delle smart card e ad appositi lettori. Questo sistema sostituisce le normali serrature per garantire una maggiore sicurezza ai passeggeri. Infatti, la presenza del sistema elettronico impedisce eventuali scassinature. Ogni cabina è dotata di un apposito bagno, dotato di lavabo, doccia e gabinetto. Data la velocità di navigazione relativamente bassa e l'elevata stazza del traghetto, i passeggeri possono rimanere all'aperto verso poppa, oppure sui due ponti laterali del Ponte Imbarcazioni (dove sono collocate anche le scialuppe di salvataggio). In condizioni meteo favorevoli, è consentito ai passeggeri l'accesso sopra il Ponte Comando, dove è presente una zona d'atterraggio per elicotteri, nonché un canile dove far dormire gli animali in apposite cucce. Le operazioni di imbarco e sbarco avvengono attraverso i due portelloni di poppa e i passeggeri a piedi possono imbarcare mediante scale mobili o ascensori che portano direttamente al Ponte Imbarcazioni.

## Propulsione
Grazie a quattro motori Diesel Wärtsilä 12V46C che erogano 51.360 kW di potenza, le navi possono raggiungere a pieno carico la velocità di crociera di 29 nodi e massima di 30,5 nodi. Tali prestazioni vengono per lo più utilizzate durante l'estate, quando l'incremento della domanda da parte dei turisti necessita di un maggior numero di traversate. Tuttavia, le navi possono viaggiare a velocità più contenute, comprese tra i 19 e i 23 nodi, utilizzando solo due motori su quattro per limitare i consumi di gasolio.

## Navi appartenenti alla classe
| Nome         | Immagine | Stato       | Varo              | Entrata in servizio | Cantiere                |
| ------------ | -------- | ----------- | ----------------- | ------------------- | ----------------------- |
| Moby Ale Due |          | In servizio | 10 febbraio 2001  | 1º agosto 2001      | Castellammare di Stabia |
| Janas        |          | In servizio | 22 settembre 2001 | fine aprile 2002    | Castellammare di Stabia |
| Athara       |          | In servizio | 14 gennaio 2003   | 29 giugno 2003      | Castellammare di Stabia |

## Servizio

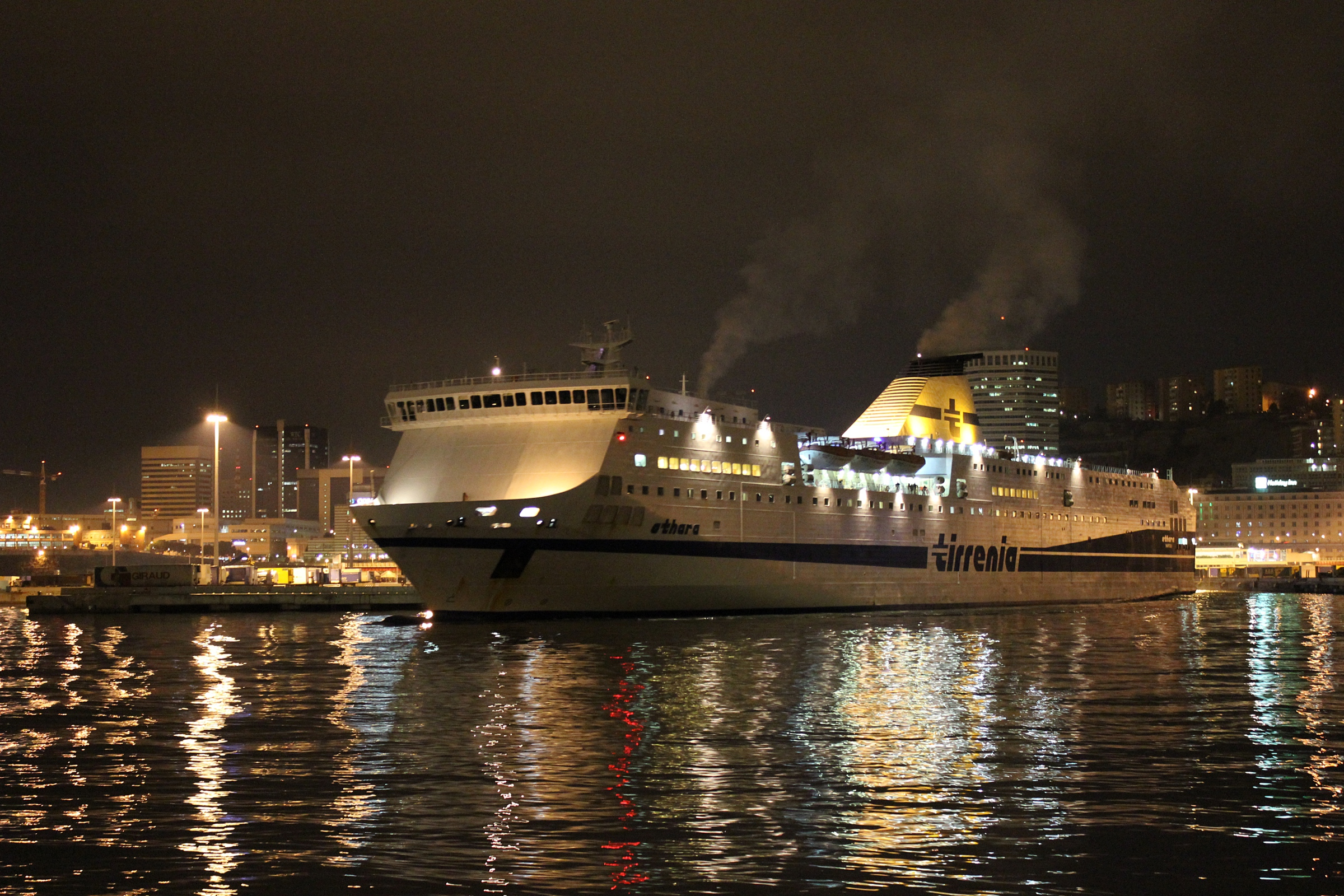
La Athara in partenza dal porto di Genova

La Bithia venne varata dalla Fincantieri il 10 febbraio 2001 e consegnata alla Tirrenia il 9 luglio 2001 ed entrò in servizio il 1º agosto dello stesso anno sulla rotta Genova - Porto Torres. La qualità della nave venne apprezzata anche da Giuseppe Pisanu, al tempo Ministro dell'interno, e da Pietro Lunardi, Ministro delle infrastrutture e dei trasporti. Dopo l'incendio della Panam Serena a Porto Torres, la Bithia venne dirottata per un breve periodo sulla tratta Genova - Olbia, passando poi a effettuare stabilmente la tratta Genova - Porto Torres, con un tempo di percorrenza ottimale di 10 ore (imbarco e sbarco compresi). Nel 2011 passò a coprire la rotta Napoli - Palermo, venendo spostata temporaneamente a partire dal 05/02/2012 sulla Civitavecchia-Olbia in sostituzione della quasi gemella Sharden. A fine marzo la nave fu impegnata sulla Genova - Porto Torres in sostituzione della Janas che si era recata a Napoli per lavori di manutenzione.
Il 22 settembre 2001 venne varata la gemella Janas e il 12 aprile 2002 venne consegnata alla compagnia di navigazione. La nave entrò in servizio qualche settimana dopo sulla rotta Genova - Porto Torres alternandola saltuariamente con la tratta Civitavecchia - Olbia. Dopo gli incidenti del 2 settembre e del 15 ottobre 2003, la Janas venne portata nei cantieri di Palermo per alcune riparazioni. Successivamente la nave tornò in servizio sulle rotte iniziali, venendo sostituita sulla Civitavecchia - Olbia dalle quasi gemelle Nuraghes e Sharden. Il 29 maggio 2009 scoppiò un incendio sulla Vincenzo Florio, la quale venne posta sotto sequestro e sostituita sulla tratta Napoli - Palermo dalla Janas, che nel gennaio 2011 sostituì per un breve periodo la quasi gemella Nuraghes sulla Civitavecchia - Olbia per permetterne le riparazioni in seguito a un urto contro una boa. In seguito la nave prese il posto della Bithia sulla Genova - Porto Torres.
L'Athara, invece, venne varata il 14 gennaio 2003 ed entrò in servizio il 29 giugno 2003 per coprire la tratta Genova - Olbia - Arbatax, operando in seguito prevalentemente sul collegamento Genova - Porto Torres. Dal 16 giugno 2012 la nave è ritornata sulla tratta Genova - Olbia - Arbatax, dopo tre anni di assenza su questa linea.
Dal 2013 le tre unità operano a rotazione sulle Civitavecchia-Olbia, Genova-Olbia e Civitavecchia-Cagliari.
Nei primi mesi del 2015 le tre unità cambiano porto di registrazione da Napoli a Cagliari.
Nel primo semestre del 2018 la Bithia è stata ridipinta, nella parte esterna, con figure del fumetto di Superman.
L'unità Janas nell'estate 2023 viene noleggiata alla compagnia di navigazione Grandi Navi Veloci ed è impiegata sulla tratta Genova-Palermo fino al 01 ottobre 2023 per poi riprendere servizio con Tirrenia sulla Genova-Porto Torres.
Dal 21 dicembre 2023 il Bithia passa a Moby e viene rinominata Moby Ale Due, ed è rimasta ferma in cantiere per il cambio livrea fino al 7 febbraio 2024, dove poi riprende servizio dal giorno successivo sulla Civitavecchia - Olbia. 
Dal 26 giugno e per un mese, il Moby Ale Due è rimasta ferma al porto di Ajacciosotto sequestro, causata dalla guerra tra Maria Grazia Onorato e Siem. Dal 26 luglio invece, la nave è partita in direzione Genova, dove poi dal giorno successivo riprende servizio sulla Genova - Porto Torres.
A dicembre 2024 sono girate voci di un possibile passaggio di Janas e Athara dalla compagnia Moby-Cin alla compagnia GNV. 
Queste voci al momento sono ancora in fase di conferma da parte delle società in quanto il passaggio era previsto a fine 2025 secondo le indiscrezioni

## Incidenti

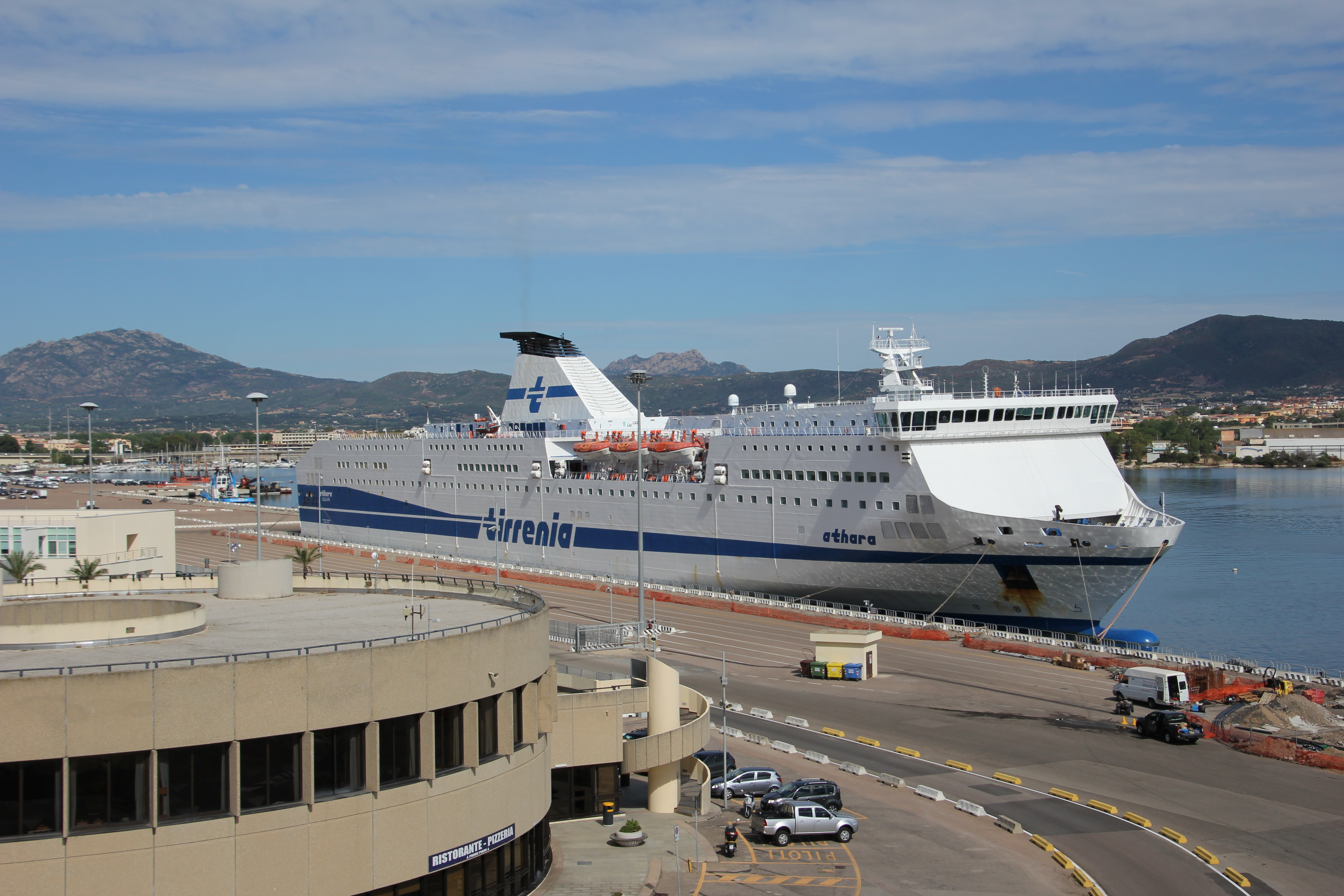
Athara a Olbia nel 2016

Il 2 settembre 2003 alle 6:30 del mattino, la Janas entrò nel porto di Genova speronando il molo Andrea Doria per poi appoggiarsi contro un cantiere. Il traghetto riportò alcuni danni al bulbo dello scafo, che vennero riparati in giornata ritardando la partenza serale, mentre il molo riportò danni pari a un milione di euro. A bordo erano presenti 2700 passeggeri e nessuno riportò ferite. Nei ponti garage erano presenti 900 veicoli e solo 4 riportarono dei danni. Stando alla perizia una vettura non possedeva il freno a mano inserito. Alle 7:30 i passeggeri vennero fatti sbarcare. Gli esperti cercarono di chiarire se l'incidente fu dovuto a un errore umano, oppure a un guasto meccanico in fase di manovra.
Il 15 ottobre 2003, la Sharden fu protagonista di un incidente. A causa di un forte vento laterale pari a 35 nodi, la nave strisciò contro un molo nel porto di Civitavecchia riportando alcuni danni sulla fiancata destra. Nessuno dei 500 passeggeri riportò dei danni così come i veicoli collocati nei garage. La nave ripartì per Olbia, in quanto lo squarcio era collocato svariati metri sopra la linea di galleggiamento. In seguito a questo secondo incidente, la Janas venne portata in riparazione nei cantieri navali di Palermo.
Il 3 gennaio 2004, l'Athara in fase di accostamento al molo 4 del porto di Olbia, urtò con la poppa la prua della Moby Freedom. I danni ammontarono a 300.000 euro. L'incidente fu dovuto a un errore umano in quanto, nonostante la forte presenza del grecale, gli operatori Tirrenia non chiesero il supporto del rimorchiatore Vincenzo Onorato. Nessun danno per gli 800 passeggeri e 400 veicoli.
Il 29 gennaio 2009 scoppiò un incendio a bordo del traghetto Athara, intorno alle 21:30. La nave era da poco uscita dal porto di Genova, diretta a Olbia. A bordo erano presenti 49 membri dell'equipaggio, 124 passeggeri e 40 automezzi in garage. Il comando di bordo avvertì la Capitaneria di Porto genovese confermando la provenienza di fumo denso dal garage senza presenza visibile di fiamme. Bloccata a circa sette miglia dallo scalo genovese, la Athara venne raggiunta dai vigili del fuoco e dalla guardia costiera per poi essere rimorchiata in porto. Ad attenderla in banchina, insieme ai vigili del fuoco e al personale della Capitaneria, era presente anche il 118. La nave alle 23:25 arrivò all'ormeggio, dove iniziarono le operazioni di bonifica del fumo. L'incendio venne probabilmente causato dalla combustione di una cella frigorifera di un automezzo
Il 24 gennaio 2019 nel porto di Olbia la Athara ormeggiata nel porto si scontrò con il Cruise Bonaria della Grimaldi Lines in partenza dal porto, la nave ebbe minimi danni alla plancia di comando dove si ruppero due finestroni mentre nel Cruise Bonaria non c'erano più le recinzioni anti-caduta. La collisione era avvenuta per colpa del vento e l'aiuto del rimorchiatore non fu sufficiente a evitare l'incidente.
Nella notte del 17 dicembre 2020 a bordo del traghetto Athara, in navigazione da Genova a Porto Torres, scoppiò un incendio, causato da un semirimorchio posteggiato nel garage di prua. La nave fece ritorno in porto con i propri mezzi e l'incendio fu domato senza feriti.

## Origine dei nomi
I nomi di questa serie di imbarcazioni sono dedicati a nomi leggendari della Sardegna: nello specifico Bithia è un'antica città punica nel sud dell'isola, mentre Janas deriva da domus de janas, che in sardo significa casa delle fate, si tratta di una tipologia di sepolture di età nuragica presenti in tutta l'isola.